# レオン県 (ニカラグア)
レオン県（レオンけん、Departamento de León）は、ニカラグア西部の県である。北東部にエステリ県、北西部にチナンデガ県、東部にマタガルパ県、南東部にマナグア県と接し、南西部には太平洋を臨む。また南部には、国内で2番目の大きさをもつマナグア湖と面する。面積5,107km2、人口389,600人（2005年）、県都はレオンである。 

## 隣接する県
- チナンデガ県
- エステリ県
- マタガルパ県
- マナグア県

## 下位行政区画
1. El Jicaral
2. El Sauce
3. La Paz Centro
4. Larreynaga
5. レオン
6. Nagarote
7. Quezalguaque
8. San José de Achuapa
9. Santa Rosa del Peñón
10. Telica